# Gärsnäs (företag)

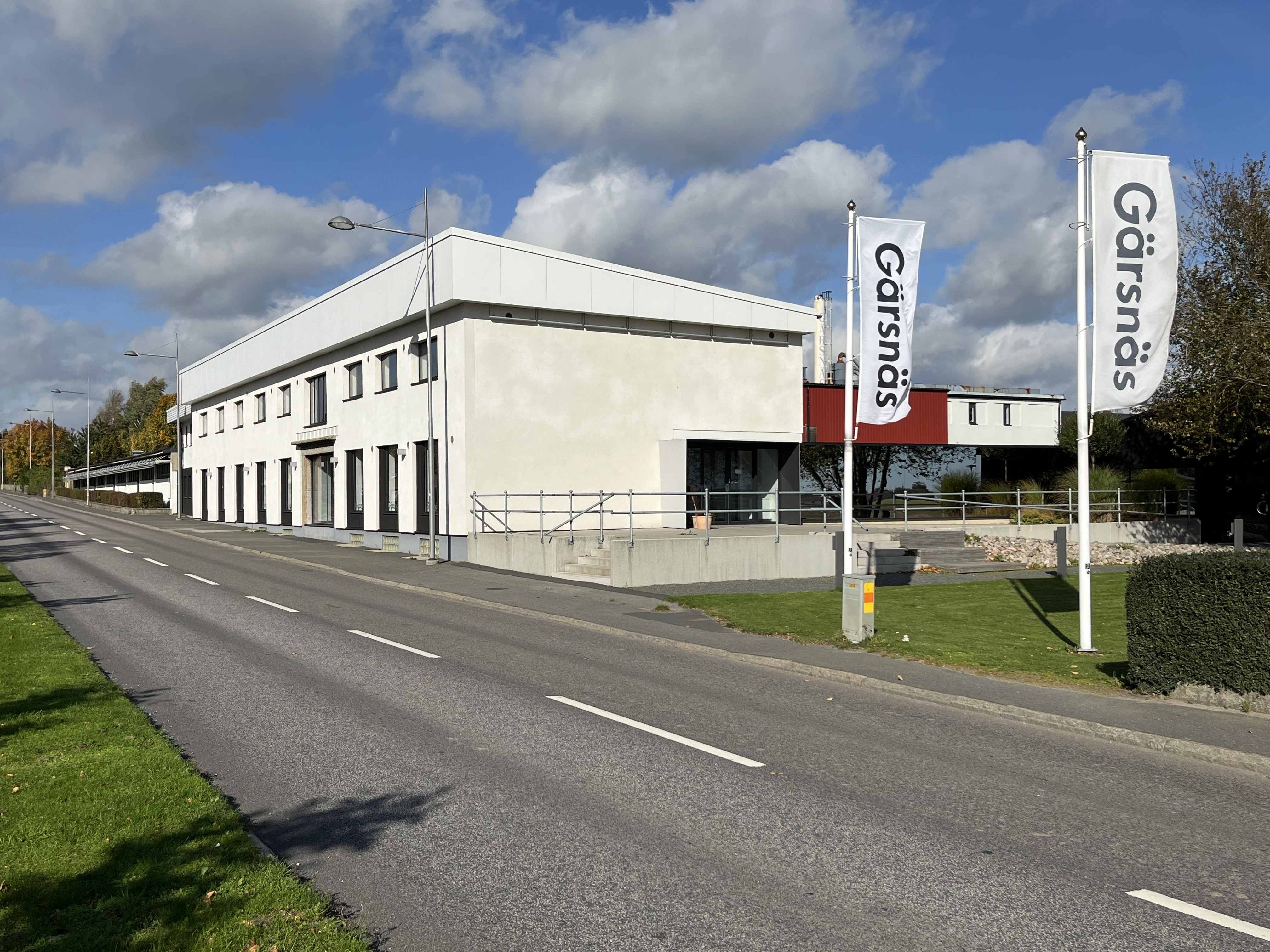
Gärsnäs AB i Gärsnäs.

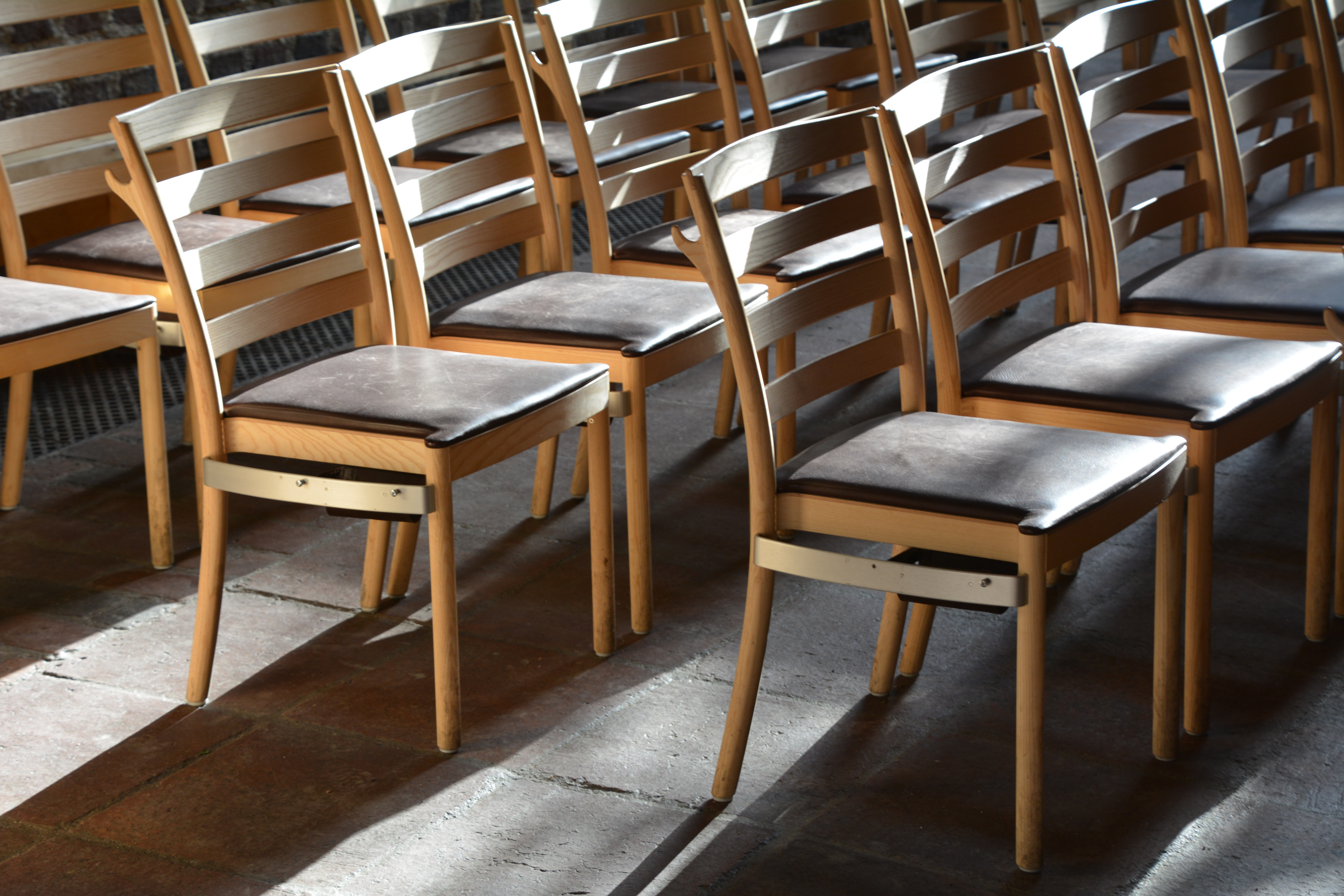
Stolar i ask i S:t Tomas kyrka i Vällingby, formgivna av Åke Axelsson.

Gärsnäs AB är en svensk möbeltillverkare med egen fabrik och visningslokal i samhället Gärsnäs på Österlen i Skåne. Där har företaget tillverkat möbler sedan 1893. Gärsnäs produkter säljs främst till offentlig miljö, men även till privatkunder i Sverige och internationellt. House of Gärsnäs, visningslokal, kontor och butik, ligger på Skeppsholmen i Stockholm. 
Gärsnäs AB har 2022 ett 40-tal anställda.

## Historia
Gärsnäs startades den 4 april 1893 när snickaren Anders Andersson öppnade möbelsnickeri i ett nedlagt mejeri i byn Gärsnäs i sydöstra Skåne, bolaget bedrev främst hantverksmässig produktion av stilmöbler. Kundkretsen bestod till största delen av storbönder och bemedlade skånska hem som köpte möblemang på beställning, ofta till bröllop. Bildhuggare högg ornament.   
Sonen Herbert Andersson tog över verkstaden 1928 och utvecklade den till en fabrik, Herbert Anderssons Möbelverkstäder, ett namn som bibehölls ända till 1984 då bolaget tog namnet Gärsnäs AB. En ny fabriksbyggnad restes, maskiner köptes in och hantverk och maskinell produktion utvecklades. 1938-39 stod den nuvarande fabriksbyggnaden färdig. Driftsledaren och senare möbelarkitekten Elias Barup (f. Bengtsson) började arbeta på företaget 1926 och var i tjänst in på 1980-talet. Vid mitten av trettiotalet fick Gärnäs framgångar med möbler i fransk renässansstil. Samtidigt tillverkades furumöbler i funkis- och sportstugestil. Möblemang visades och togs upp till beställning i fabrikens utställning i Gärsnäs, samt från kontor och utställningslokal på Södergatan i Malmö. Arkitekterna Elias Barup, Paul Schröder och Bruno Steen ritade inredningar och möbler för privathem, men också till kontor och banklokaler. 1943-44 fick Gärsnäs uppdraget att tillverka väggpaneler i sykomorlönn till den nybyggda Malmö Stadsteater (idag Malmö Opera). Det var Gärsnäs första större uppdrag inom offentlig miljö.  
Krigsårens avspärrningar stoppade importen av ädelträ. Gärsnäs behövde använda lokala träslag och den långsamväxande skånska rödboken visade sig vara ett utmärkt material. Virke köptes på rot och sågades i eget sågverk. Med tiden blev bokträ Gärsnäs specialitet: hårt, med en rödaktig ton. Möbler i historiska stilar tillverkades med fanér av importerade träslag. Gärnäs var under 1940-50-talen också försäljare av möbler från andra företag, av orientmattor, keramik och textilier. Under 1950-60-talet tillverkade Gärsnäs Elias Barups och Gunnar Eklöfs fåtöljer, formpressade stolar, soffor, radiobord och dagbäddar. Företaget fick framgångar på H55, bland annat med Eklöfs ”Åkerblomsstol”. På mässor och utställningar hade Gärsnäs två montrar, en för stilmöbler, en för det moderna möblemanget. Den kostsamma tillverkningen av stilmöbler upphörde 1972.

### Projektet PRO-bok
I början av 1960-talet var Skånes bestånd av bokträd hotat av snabbväxande granplanteringar. Under Gärsnäs ledning drogs projektet PRO-bok igång för att lyfta bokträet som material och stimulera till återplantering. I en tävling om möbler i bokträ 1963 vann Åke Axelsson med sin stol "S 217". Den kom att spridas till offentliga miljöer och ut i världen på svenska ambassader och residens. PRO-bok-kampanjen ledde så småningom till en lag som skyddade rödbokens återväxt. 

### Möbler för myndigheter etc.
Herbert Andersson dog 1964 och hans söner Leif och Bo Hjärre tog över företaget. En nystart med fokus på möbler för offentlig miljö inleddes i den kraftigt växande marknaden under det svenska folkhemsbygget. Avtal med Statens Byggnadsstyrelse gav stora leveranser till svenska ambassader, Sveriges riksdag, högskolor och statliga verk under 1970-90-talen. Bland annat levererades ett skrivbord till statsminister Göran Perssons tjänsterum 1999.  Ett flertal arkitekter ritade möbler för Gärsnäs, däribland Åke Axelsson, Björn Hultén, Sigvard Håkansson, Kempe & Ljunglöf, Ralf Lindberg, Peter Lundbladh med flera. Hantverk och modern teknik samverkade. På 1980-talet skaffade Gärnäs datastyrda CNC-fräsar. 1990 hade företaget 120 anställda.

### Jubileum, kris och nystart
Gärsnäs fyllde 100 år 1993 med utställningar och kungligt besök vid fabriken i april. I det tidiga 1990-talets finanskris förlorades dock kontakter med beställare och en nedgångsperiod inträdde. Företagets egen sågning och torkning av lokalt bokträ lades ner. Råmaterial köptes istället via leverantörer från Danmark och det europeiska närområdet. Företaget köptes år 2000 av Lammhults möbler inom Expanda-gruppen. I och med Åke Axelssons mångåriga samarbete med Gärsnäs blev det naturligt att hans företag Galleri Stolen blev huvudägare till Gärsnäs som 2003 åter blev ett familjeföretag, majoritetsägt av Åke Axelsson, dottern Anna Klockby och svärsonen Dag Klockby, vd. Delar av Galleri Stolens sortiment fördes över till Gärsnäs och nya formgivare anlitades. Gärsnäs blev lönsamt igen och är sedan 2007 helt familjeägt. Den huvudsakliga marknaden finns idag i Sverige, men även i övriga Norden, Tyskland, Schweiz, Frankrike, Japan och USA. Vid fabriken i Gärsnäs invigdes 2019 en ny utställningshall och galleri, ritat av Dive Architects, samtidigt som den äldre kontorsdelen rustades.